# Повернення (фільм, 2024)
Повернення (англ. The return)  –  фільм режисера Уберто Пазоліні, заснований на Гомерівській «Одіссеї». Прем'єра  картини  відбулася  07 вересня 2024 року на кінофестивалі у Торонто.

## Історія створення
За словами режисера, про екранізацію «Одіссеї» він мав на думці тридцять років. Проте  сам фільм був знятий за два місяці на Корфу та поблизу Риму.
Його особливістю є відсутність у сценарії Олімпійських богів та наявність розповідей про війну, «начебто із сучасного театру бойових дій, чи то В’єтнаму, чи України».

## Сюжет
Фільм починається із повернення Одіссея до Ітаки після десятирічної війни із Троєю та десятирічних морських пригод на шляху додому. Знесилений та непритомний він був викинутий хвилями на берег.
Прийшовши до тями, цар прямує вглиб острова. Він зустрічає свого колишнього слугу, свинопаса Евмея, який, не впізнавши його, надає йому притулок. Не розкриваючи себе, Одіссей дізнається, що його дружина Пенелопа чекає на нього. 
Вона відкидає пропозиції бажаючих одружитися із нею,  відмовляючись вірити у його загибель.
Тим часом, залицяльники знаходяться у царському палаці, поводячись грубо та зухвало, розорюючи Ітаку.
Натомість його син, Телемах, якого він ніколи не бачив, зневірився та намагається переконати Пенелопу припинити чекання та обрати собі чоловіка, і таким чином захистити себе та острів від подальшого пограбування.
Пенелопі ставлять ультиматум, погрожуючи вбивством сина. Вона повідомляє, що повинна виткати саван, який буде її весільним нарядом. Проте, намагаючись відтягнути час, Пенелопа вночі розпускає те, що зробила удень.
Та зрештою день обрання чоловіка був визначений. 
В свою чергу, Одіссей, перебуваючи у Евмея, вагається у доцільності свого повернення, відчуваючи сором за загибель на війні побратимів, участь в руйнуванні Трої та вбивствах її мешканців. Але почувши щире бажання жителів Ітаки про повернення свого царя, побачивши на власні очі зухвалість та зневагу чужинців, Одіссей під виглядом жебрака приходить у палац. 
Під час оголошення рішення  Пенелопа заявляє, що побереться із тим, хто зможе натягнути лук Одіссея та вцілити крізь отвори дванадцяти сокір, як це колись робив її чоловік. Жоден із присутніх не зміг цього зробити. Запитавши дозволу, Одіссей натягує лук та робить влучний постріл. Присутні вражені, але намагаються прогнати його. 
Одіссей, до якого приєднався Телемах, вбиває чужинців та питає дружину, чи зможе вона полюбити ту людину, якою він став на війні. Розмовляючи, Одіссей та Пенелопа доходять до висновку про необхідність згадати та забути минуле і разом рухатись далі.

## Сприйняття
Фільм отримав переважно позитивні відгуки. За рецензією видання «CGMagazine», «Повернення» – «це повільна, інтроспективна медитація про війну, втрати та повернення додому».
«The Hollywood reporter» характеризує фільм як історію, зведену до найнеобхіднішого, відмічаючи при цьому захоплюючу гру акторів Рейфа Файнза та Жюльєт Бінош.